# سكوت كيلبي
سكوت كيلبي (بالإنجليزية: Scott Kelby)‏ هو مُصور فوتوغرافي ومؤلف كتب تعليمية  يعيش في الولايات المتحدة الأمريكية  ولد في ليكلاند بولاية فلوريدا
من أحد أشهر كتبه هو (اسرار التصوير الرقمي) بأجزاءه الأربعة.

## مناصبه
- المحرر والناشر لمجلة مستخدمي الفوتو شوب (Photoshop User Magazine)
- رئيس تحرير مجلة الطبقات (Layers Magazine) المهتمة بتعليم على برنامج الفوتوشوب واللايت روم
- مدير التدريب ومدرب لندوة ادوبي فوتو شوب
- رئيس الرابطة الوطنية لمحترفي الفوتوشوب (NAAP)
- الرئيس التنفيذي مجموعة كيلبي الاعلامية

## مؤلفاته التعليمية والتدريبية
- أصدر وألف أحد أشهر كتب تعليم التصوير الضوئي في العالم والذي ترجم إلى عدة لغات وأصبح له أربع أجزاء وهي مجموعة كتبه المسماة  بـ أسرار التصوير الرقمي (the digital photography book)
- كتابه الفوتوشوب للمـصـوريـن الفوتوغرافيين (The Photoshop Book for Digital Photographers) الذي اكسبه جائزة بنجامين فرانكلين